# Bob Glendenning
Robert Glendenning (Washington, Condado de Durham, Inglaterra, 6 de junio de 1888 – 19 de noviembre de 1940) fue un futbolista inglés. Jugó como centrocampista para varios clubes ingleses con anterioridad y justo después de la Primera Guerra Mundial. Más tarde fue a trabajar como entrenador en los Países Bajos, llegando a dirigir la selección de los Países Bajos.

## Trayectoria

### Como jugador
Glendenning empezó su carrera como futbolista en el club de su ciudad natal Washington United F.C. antes de ser transferido a Barnsley antes de 1910. Jugó en ambas finales alcanzadas por su equipo en la FA Cup, en 1910 y 1912. En la primera Barnsley perdió en la replay jugada contra Newcastle United. En la segunda también tuvo que jugar una replay pero esta vez Barnsley ganó, derrotando a West Bromwich Albion con un gol en el tiempo extra. El periódico The Guardián alabó su juego en el primer partido, y en la repetición Glendenning le ganó la pelota a un jugador del West Brom, asistiendo a Harry Tufnell para anotar en los últimos minutos de tiempo extra.
En marzo de 1913 fue transferido al Bolton Wanderers, club en el que jugó un total de 83 partidos como capitán de club. Bolton alcanzó las semifinales de la FA Cup en 1915, donde fueron derrotados por el Sheffield United capitaneado por George Utley, un compañero cercano a Glendenning, puesto que jugaron juntos en Barnsley. En la temporada 1916–17, Glendinning apareció como un jugador invitado en tiempos de guerra en Burnley. Después de la guerra jugó para el Accrington Stanley.

### Como entrenador

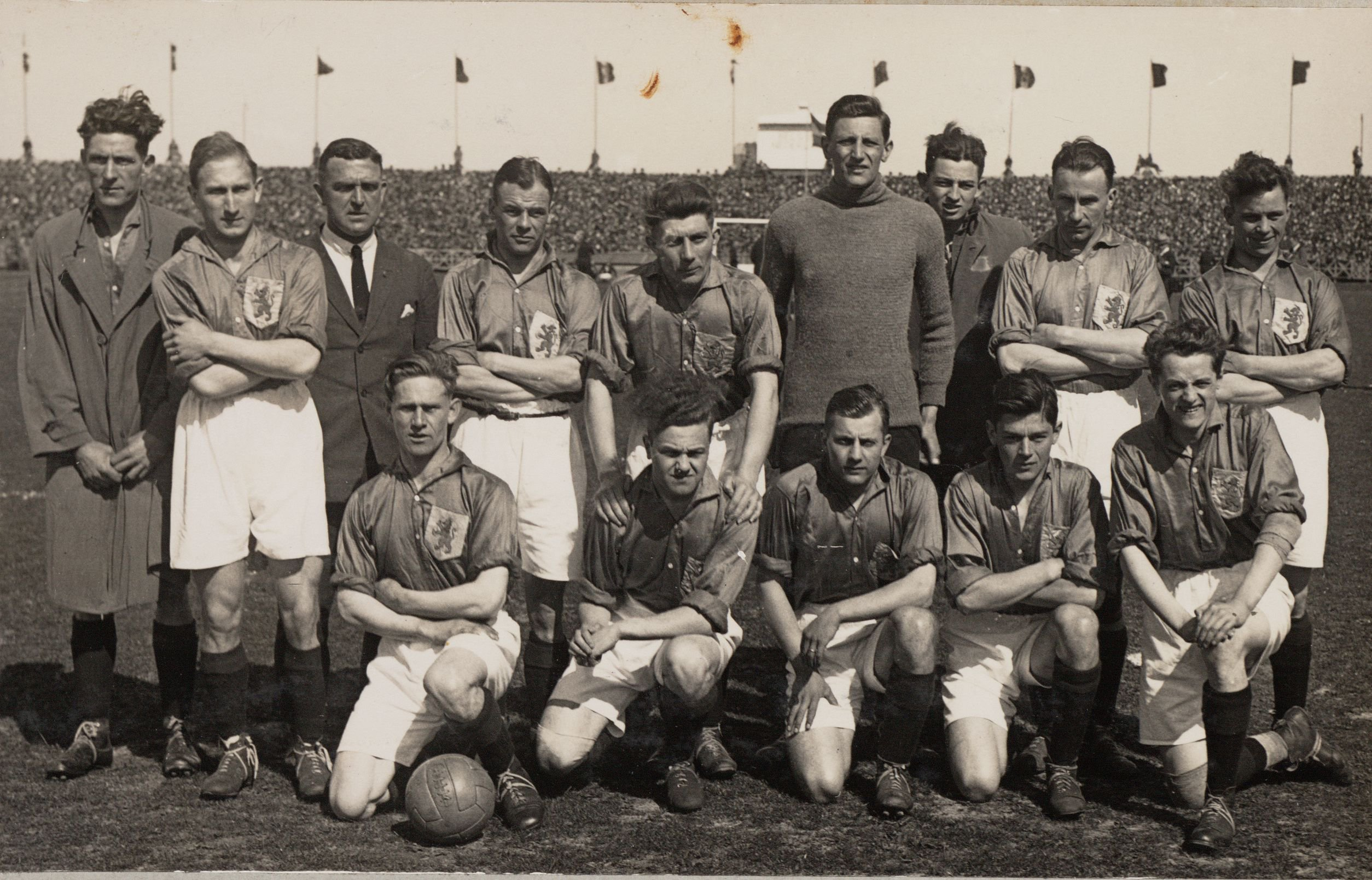
Bob Glendenning junto con la selección holandesa antes del partido jugado contra el 1 de mayo de 1927.

Después del término de su carrera como jugador empezó su carrera como entrenador y se mudó a los Países Bajos. Dirigió a la selección neerlandesa en un solo juego, en la victoria por 4–1 ante Suiza, en 1923. Más tarde, Glendenning dirigió al Koninklijke HFC hasta 1928. Mientras dirigía ese equipo, se mantuvo como el entrenador permanente de la selección de los Países Bajos en 1925, aguantando ambas posiciones de entrenador hasta los Juegos Olímpicos de 1928, cuando escogió centrarse en la selección nacional. Permaneció como técnico de la Oranje hasta 1940, logrando clasificar a las Copas Mundiales de 1934 y 1938. Los torneos serían decepciones, siendo eliminado en la primera ronda en ambas ocasiones, contra Suiza por 3–2 en 1934 y ante Checoslovaquia por 3–0 en 1938.
Glendenning dirigió a la Oranje en 87 partidos, con 36 victorias, 36 derrotas y 15 empates.
Hasta octubre de 2017, permaneció como el entrenador de la selección neerlandesa con más victorias. En comparación con otros entrenadores como Rinus Michels, el único entrenador neerlandés en ganar un título, la Eurocopa 1988, obtuvo 30 victorias de 53 partidos, en un periodo de 18 años (1974 a 1992). Marco van Basten obtuvo 35 victorias de 48 juegos antes de ser eliminados en los cuartos de final de la Eurocopa 2008. Sin embargo, a partir del tercer periodo de Dick Advocaat dirigiendo a la Naranja Mecánica, superó a Bob al ganar 37 veces de 62 juegos dirigidos.
El último juego de Glendenning como director fue la victoria conseguida por 4–2 ante Bélgica el 21 de abril de 1940; siendo también el segundo partido internacional para Abe Lenstra. Tres semanas más tarde,el equipo nacional holandés fue a Luxemburgo para jugar su próximo partido internacional, pero el partido nunca fue disputado debido a la invasión alemana en los Países Bajos.
Murió el 19 de noviembre del mismo año, siendo enterrado en Bolton, Inglaterra.

## Estadísticas

### Como jugador
| Club                    | País       | Año       |
| ----------------------- | ---------- | --------- |
| Washington United F.C.  | Inglaterra | ?-1908    |
| Barnsley FC             | Inglaterra | 1908-1913 |
| Bolton Wanderers        | Inglaterra | 1913-1918 |
| Accrington Stanley F.C. | Inglaterra | 1918-1919 |

### Como entrenador
| Equipo                        | País         | Año       |
| ----------------------------- | ------------ | --------- |
| Selección de los Países Bajos | Países Bajos | 1923      |
| Koninklijke HFC               | Países Bajos | 1923-1928 |
| Selección de los Países Bajos | Países Bajos | 1925-1940 |

## Palmarés
Barnsley
- Campeón de la FA Cup: 1912[3]
- Subcampeón de la FA Cup: 1910[2]